# アンリ・ギュスターヴ・ジョソ
アンリ・ギュスターヴ・ジョソ（フランス語: Henri Gustave Jossot, 1866年4月16日 - 1951年4月7日）はフランスの風刺画家である。

## 略歴
ディジョンで、資産家の家族に生まれた。父親や、父親と再婚した母親に反抗的で、父親が亡くなった後、実家の女中をしていた女性との間に娘を作り、結婚した。
1886年に地元の新聞の漫画家として働いた後、パリにでて絵を学び始めた。
1894年にアンデパンダン展に出展し、美術評論家のレオン・マイヨールに注目された。その後も商業美術の展覧会、サロン・デ・サンやフランス国民美術協会の展覧会、サロン・ドートンヌに出展した。1896年に娘を病気で失い精神的な打撃を受けた。
1897年頃からポスター画家として人気がでたが、多くの遺産を継承していて、生活のために描く必要が無かったのでポスターを描くのを止めた。風刺新聞「ラシエット・オ・ブール」に寄稿を続け、軍人、聖職者、ブルジョアジー、芸術家などのカリカチュアを描き、彼らを風刺した。
パリの生活に飽きて、1911年からチュニジアに住むようになり、1913年にはイスラム教に改宗し、Abdul Karimと改名した。この頃、イスラム教に改宗したフランス人画家にはナスレディーヌ・ディネやイヴァン・アグエリもいた。
アルジェリアでスーフィズムの教団を開いたAhmad al-Alawiの教えにしたがった生活をし、絵を描くのも止め、1923年や1927年にイスラム教に関する著作を出版したが、最終的にはイスラム教から離れ、イスラム風の生活も止めた。
チュニジアのシディ・ブ・サイドで没した。

## 作品

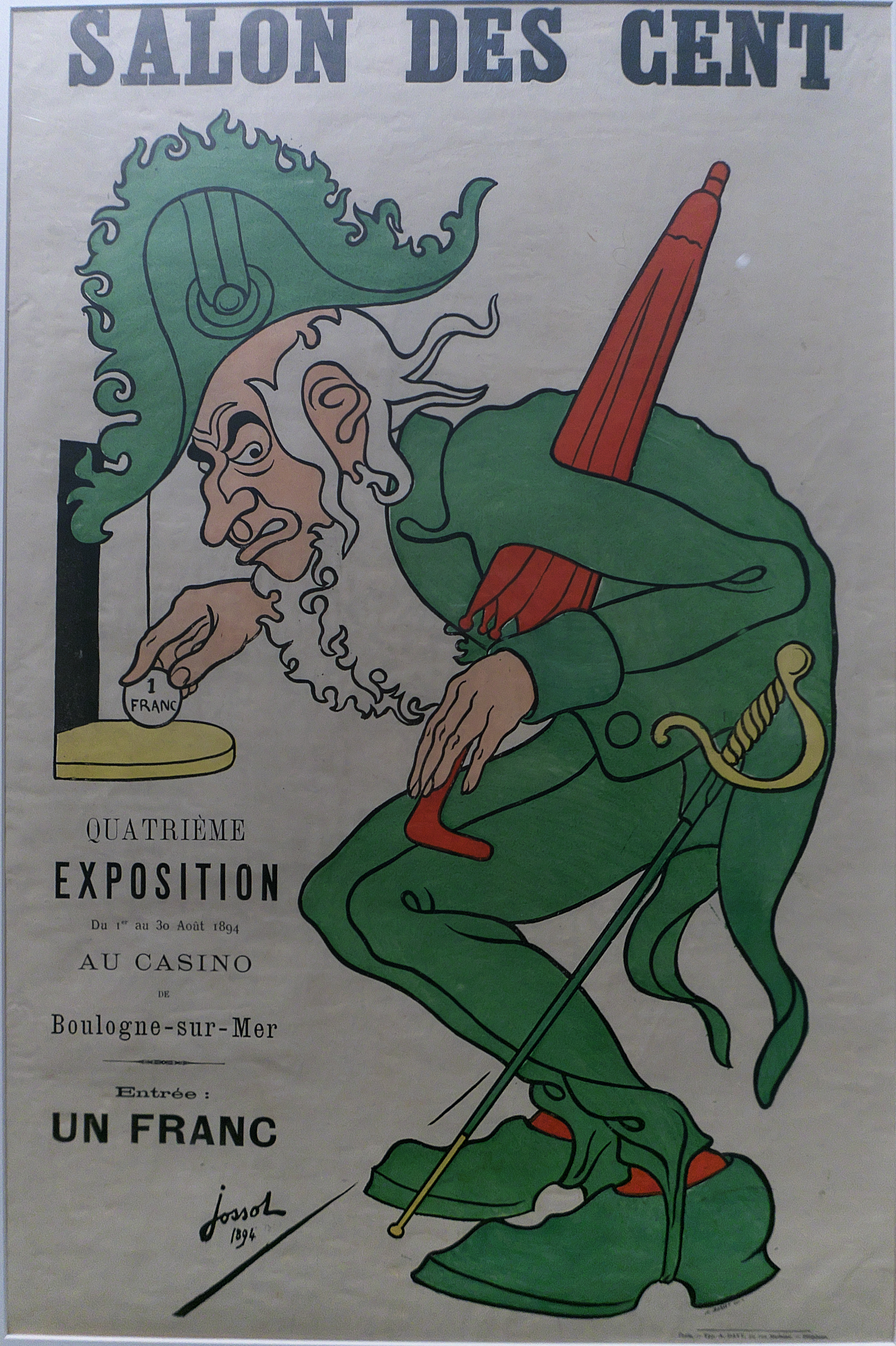
新しい展覧会の入場料を払うアカデミーの画家(1894)
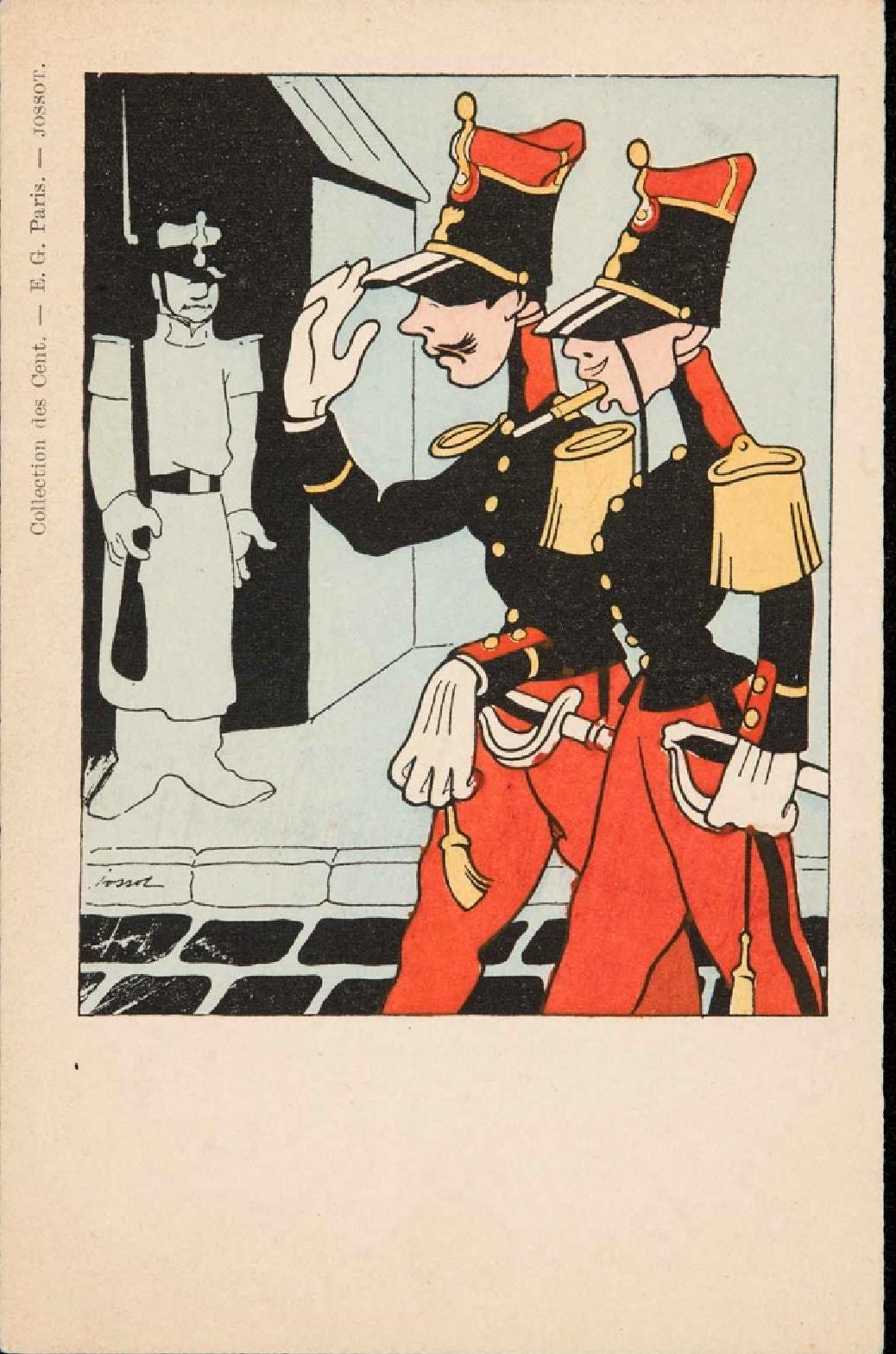
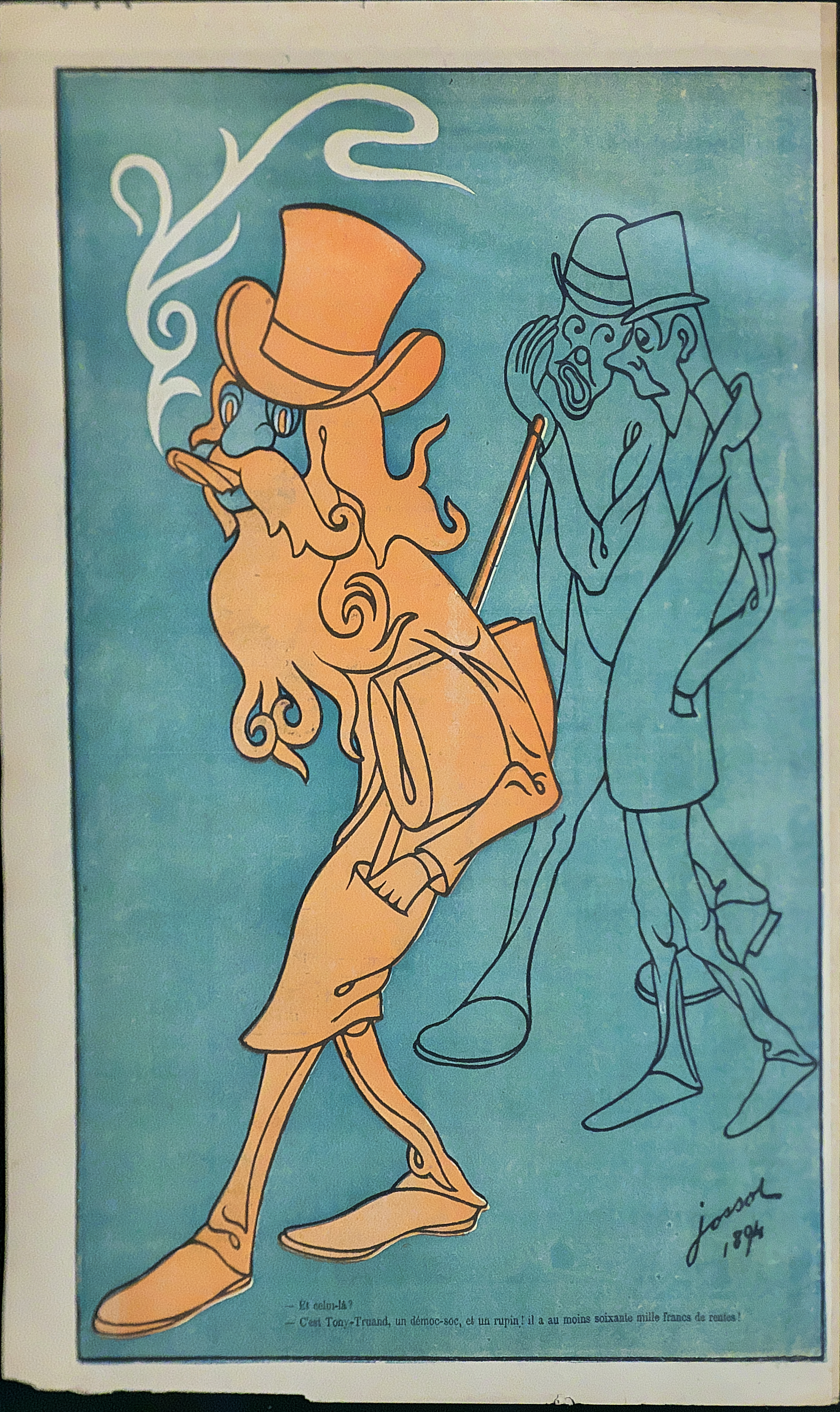
雑誌「ル・リール」の裏表紙絵
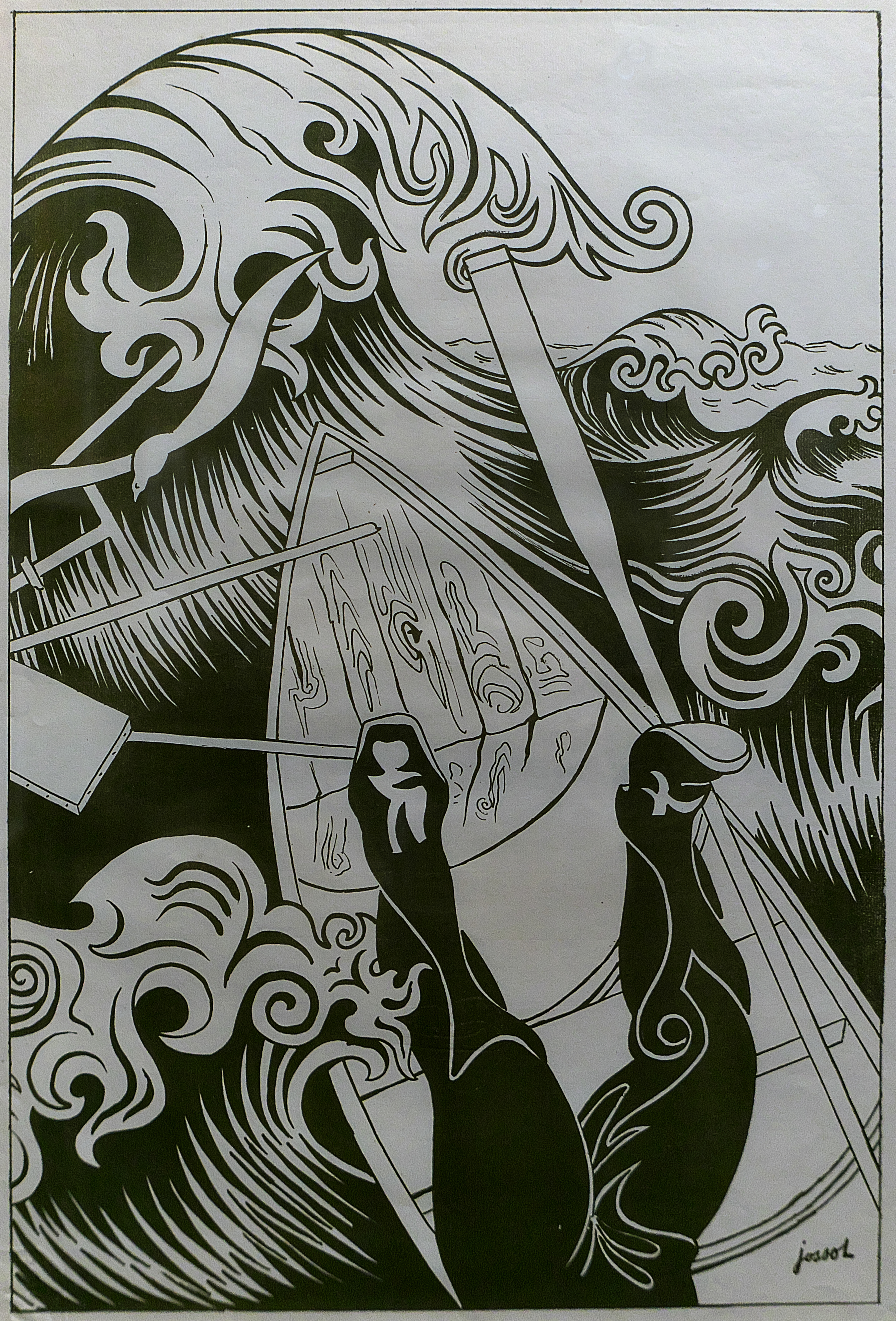
版画「波」